# Радаев, Иван Александрович
Ива́н Алекса́ндрович Рада́ев (1913—1992) — советский военный. Участник Великой Отечественной войны. Герой Советского Союза (1943). Лейтенант.

## Биография
Иван Александрович Радаев родился 23 февраля 1913 года в деревне Садовка Вольского уезда Саратовской губернии Российской империи (ныне село Балтайского района Саратовской области Российской Федерации) в крестьянской семье. Русский. С детских лет с родителями жил в селе Новые Бурасы соседнего Саратовского уезда. Окончил начальную школу, затем сельскохозяйственный техникум. Работал в совхозе «Штурм». В 1935—1937 годах Иван Александрович проходил срочную службу в рядах Рабоче-крестьянской Красной Армии. После демобилизации вернулся на работу в совхоз. В 1939 году вступил в ВКП(б). Вскоре после начала Великой Отечественной войны его направили в Лизандергейский район, где до призыва на военную службу он работал заведующим фермой в мясомолочном совхозе № 105.
Вновь в Красную Армию И. А. Радаев был призван Краснокутским районным военкоматом Саратовской области осенью 1942 года. Окончил курсы младших лейтенантов. В боях с немецко-фашистскими захватчиками И. А. Радаев с 27 февраля 1943 года в должности командира пулемётного взвода 685-го стрелкового полка 193-й стрелковой дивизии 65-й армии Центрального фронта. Боевое крещение принял в Севской операции в боях под городом Дмитровском-Орловским. До лета 1943 года дивизия находилась во втором эшелоне 65-й армии. 15 июня 1943 года части дивизии заняли оборону прямо напротив Севска на рубеже Юрасов Хутор — устье реки Стенега и удерживали эти рубежи во время Курской битвы до 18 августа. К началу наступления войск Центрального фронта И. А. Радаев был произведён в лейтенанты. Иван Александрович особо отличился во время Черниговско-Припятской операции Битвы за Днепр.
26 августа 1943 года 685-й стрелковый полк форсировал реку Сев южнее Севска, и прорвав оборону противника на западном берегу реки, вышел на южную окраину города. Однако дальнейшее продвижение пехоты было остановлено шквальным пулемётным огнём, который противник вёл с высоты 190,1. Выдвинувшись с пулемётом на открытую позицию впереди стрелковых подразделений, лейтенант И. А. Радаев ответным огнём уничтожил пулемётную точку неприятеля, дав тем самым возможность полку ворваться в город. Во время уличных боёв в Севске Иван Александрович умело руководил своим взводом, проявив при этом «исключительную храбрость». После освобождения города 193-я стрелковая дивизия в составе 27-го стрелкового корпуса находилась во втором эшелоне 65-й армии и выдвинулась в первую линию при выходе частей армии к реке Сож. 30 сентября 1943 года лейтенант И. А. Радаев с пулемётным расчётом первым форсировал реку у села Шарпиловка и, закрепившись на огневой позиции, отразил две контратаки противника, обеспечив тем самым переправу штурмового батальона. До середины октября 1943 года Иван Александрович сражался за плацдарм на правом левом берегу реки. Однако немцы стянули в междуречье Сожа и Днепра крупные силы, и расширить захваченные плацдармы на этом направлении не удалось. В сложившихся условиях командующий 65-й армией П. И. Батов принял решение прорвать Восточный вал немцев южнее, в районе Лоева. Для этого была скрытно произведена перегруппировка сил 18-го и 27-го стрелковых корпусов. В ночь на 15 октября 1943 года подразделения 193-й стрелковой дивизии заняли исходные позиции к югу от села Каменка. Павел Иванович Батов впоследствии вспоминал:

Удачно действовал 1-й батальон 685-го стрелкового полка 193-й дивизии, который форсировал Днепр в районе островов южнее Каменки. Чтобы уничтожить боевое охранение противника, находящегося на островах, за 15 минут до артиллерийской подготовки начали преодолевать реку специально выделенные штурмовые группы. Они смогли захватить участок берега, на который с началом артподготовки переправился передовой батальон под командованием майора В. Ф. Нестерова.— Батов П. И. Форсирование рек. 1942–1945 гг. (Из опыта 65-й армии).
Одним из первых правого берега достиг лейтенант И. А. Радаев с двумя пулемётными расчётами своего взвода. Подняв группу пехотинцев в атаку, он ворвался в прибрежные траншеи и в рукопашной схватке сломил сопротивление противника. Заняв выгодные позиции на прибрежной высоте, Иван Александрович умело расположил огневые средства. Огнём «Максимов» его пулемётчики надёжно прикрыли переправу основных сил полка и способствовали отражению двенадцати контратак противника. В бою за расширение плацдарма к югу от Лоева днём 15 октября пулемётчики Радаева неоднократно обеспечивали продвижение своей пехоты вперёд. За успешное форсирование реки Днепр, прочное закрепление плацдарма на западном берегу реки Днепр и проявленные при этом отвагу и геройство указом Президиума Верховного Совета СССР от 30 октября 1943 года лейтенанту Радаеву Ивану Александровичу было присвоено звание Героя Советского Союза.
О присвоении высокого звания Иван Александрович узнал уже в госпитале. В боях за плацдарм на правом берегу Днепра 15 октября 1943 года он был тяжело контужен и в бессознательном состоянии эвакуирован в госпиталь. Последствия контузии оказались очень тяжёлыми. После длительного лечения в различных медицинских учреждениях И. А. Радаев в 1945 году был комиссован из армии по инвалидности. Уволившись с военной службы, Иван Александрович вернулся в Саратовскую область. Жил в городе Энгельсе. Умер 24 апреля 1992 года.

## Награды
- Медаль «Золотая Звезда» (30.10.1943);
- орден Ленина (30.10.1943);
- орден Отечественной войны 1-й степени (11.03.1985);
- орден Красной Звезды (31.08.1943);
- медали, в том числе:
  - медаль «За боевые заслуги».

## Память
- Именем Героя Советского Союза И. А. Радаева названа улица в посёлке городского типа Новые Бурасы Саратовской области.

## Документы
- Общедоступный электронный банк документов «Подвиг Народа в Великой Отечественной войне 1941—1945 гг.» Дата обращения: 4 сентября 2013. Архивировано из оригинала 13 марта 2012 года.

Представление к званию Героя Советского Союза.
Орден Отечественной войны 1-й степени (информация из карточки награждённого к 40-летию Победы).
Орден Красной Звезды (наградной лист и приказ о награждении).